# 水东江镇
水东江镇，是中华人民共和国湖南省邵陽市邵东市下辖的一个乡镇级行政单位，面积98.7平方公里，人口4.93万。水东江地处衡邵娄交界，距邵东市城区36公里，北临团山镇、双峰县花门镇，南依堡面前乡，西接杨桥、佘田桥，东连衡阳县金兰镇，素有邵东市“东大门”之称。因“三湘”之蒸水河经境内集市向东流去，故名水东江。

## 经济
2019年，全镇实现地区生产总值4.68亿元，同比增长8%；规模工业生产总值同比增长29%；财税总收入同比增长63.9%；高新技术产业增加值增速22%；城乡居民人均纯收入达到24210元。

## 交通
衡邵高速、省道S336、衡宝路X020穿境而过，距杨桥高铁站3KM。
农村公路通畅率100%，实现了村村通公路。

## 机构设置
水东江镇共设置6个内设办公室、1个综合行政执法大队和4个直属事业单位。
内设办公室分别为：党政综合办公室、党建工作办公室、经济发展办公室（农业农村工作办公室）、社会事务办公室（行政审批服务办公室）、社会治安和应急管理办公室、自然资源和生态环境办公室。
直属事业单位分别为：社会事务综合服务中心（文化综合服务站）、农业综合服务中心、政务（便民）服务中心、退役军人服务站。

## 领导团队
党委书记：杨益良
镇长：唐卓 
人大主席：曾国亮

## 行政区划
截至2011年末，水东江镇辖水东社区、芽塘村、芽江村、茶林村、新吉村、永兴村、益华村、群建村、大喜村、同兴村、江山村、石虹村、小岭村、将军村、仙娥村、高塘冲村、宝台村、藕塘村、香花村、峡山村、庙山村、孟公村、坪底村、石牛村、龙丰村、长扶村、大胜村、千功村、万祝村、牛山村、光大村、澄江村、中胜村、跃进村、莲藕村、敬爱村、双龙村、寨岭村、晓梧村、古城村、满足村、罗围村、文竹村、凤形村、兰加村、石泉村、桥边村、成家村、泉塘村、桃树村、增加村和南塘村。
截至2020年6月，水东江镇下辖1个社区、21个行政村：水东江社区、芽江村、永兴村、小岭村、仙鹅村、孟公村、石牛村、万祝村、澄江村、敬爱村、双龙村、古城村、文竹村、新华村、同心村、藕台村、长胜村、石佳村、桥边塘村、高塘村、开发村、汪塘村；镇人民政府驻桃树村。